# Émile Gavelle
Pour l’article ayant un titre homophone, voir Gavel.
Ne doit pas être confondu avec Émile Javelle.
Émile Charles Henri Gavelle, né le 10 avril 1873 à Lille et mort à Pau le 9 avril 1956, est un historien, avocat, directeur de l'école des beaux-arts de Lille de 1905 à 1935.

## Biographie
Émile Gavelle est le fils d'Émile Gavelle, un industriel du textile, adjoint au maire de Lille. Il fit des études de droit, puis s'intéressa à l'histoire. Il travailla brièvement au cabinet du préfet du Puy-de-Dôme en 1901.
Il fut professeur d'histoire et nommé directeur de l'école des beaux-arts de Lille le 1er octobre 1905 jusqu'à sa retraite en 1935. Il fut mobilisé durant trois ans durant la Première Guerre mondiale dans les services auxiliaires. Il était membre de la société des sciences, de l'agriculture et des arts de Lille.
Il est l'auteur d'un grand nombre de comptes rendus et d'articles historiques publiés principalement dans la ""Revue du Nord puis dans la Revue archéologique, historique et philologique de la France méridionale. Il publia également des livres dont "Hautefort et ses seigneurs" et "L'École de peinture de Leyde et le Romantisme hollandais au début de la Renaissance : Cornélis Engebrechtsz".
Il fut organisateur d'un stand à l'exposition internationale des Arts décoratifs et industriels modernes à Paris en 1925. Pour cette action, il est nommé chevalier de la Légion d'honneur. Sa croix lui est remise le 9 juin 1926 par Désiré Louis Leriche, médaillé militaire, censeur de l'École (nommé le 1er juillet 1898).

## Distinctions
- Chevalier de la Légion d'honneur [1]
- Officier de l'Instruction publique
- Chevalier de l'ordre d'Orange-Nassau
- Commandeur de l'ordre de la Couronne de Roumanie

## Source
- « M. Émile Gavelle, directeur de l'École des Beaux-Arts à Lille, prend sa retraite. », Le Grand Écho du Nord de la France, no 296,‎ 23 octobre 1935, p. 3 (lire en ligne, consulté le 3 mars 2019).